# Ap-звезда
Ap- и Bp-звёзды — пекулярные звёзды (отсюда и р в названии) спектральных классов А и B, в спектрах которых резко усилены линии некоторых металлов, таких как стронций, хром и европий, а также иногда празеодим и неодим. Повышение содержания тяжёлых элементов в атмосферах таких звёзд можно понять, если допустить вынос из недр на поверхность вещества, богатого элементами, образующимися за счёт быстрого захвата нейтронов ядрами атомов (r-процесс), когда новообразованное в процессе нейтронного захвата ядро не успевает распасться до поглощения ещё одного нейтрона. Эти звёзды вращаются значительно медленнее, чем обычные звёзды спектральных классов А и В, хотя некоторые скорости вращения достигают ≈100 км/с.

## Магнитные поля
Ap- и Bp-звёзды также имеют сильные магнитные поля, значительно большие чем у классических звёзд B-типа, в случае HD 215441, достигая 33,5 килогаусс (3,35 T). Обычно магнитные поля этих звёзд находится в диапазоне от нескольких кГс до десятков кГс. В большинстве случаев поле, которое моделируется как простой диполь, является хорошим приближением и служит объяснением того, почему существуют явные периодические изменения в магнитном поле, как будто такие поля не совпадают с осью вращения: напряжённость такого поля будет меняться, по мере вращения звезды. В поддержку этой теории было отмечено, что напряжённость магнитного поля обратно пропорциональна скорости вращения. Эта модель дипольного поля, в которых магнитная ось смещена к оси вращения, называется модель наклонного ротатора (oblique rotator model). В ряде случаев наблюдается более двух магнитных полюсов.
Происхождение таких высоких магнитных полей в Ар-звёздах является дискуссионным. Были предложены две гипотезы, объясняющие такие высокие напряжённости магнитного поля. Первой из них является гипотеза реликтовых областей, в которой магнитное поле является начальным полем межзвёздного газа. В межзвёздной среде существует достаточное магнитное поле для создания таких сильных магнитных полей, причём настолько сильных, что эта теория может использоваться для объяснения сохранения поля и в обычных звёздах. Эта теория требует, чтобы области оставались стабильными в течение длительного периода времени, но неясно, будет ли такое наклонно вращающееся поле оставаться стабильным долгое время. Ещё одна проблема этой гипотезы — невозможность объяснить, почему лишь небольшая часть звёзд A-класса обладают этими мощными полями. Другая гипотеза основывается на динамо-эффекте внутри вращающихся ядер Ар-звёзд, однако наклонная природа поля не может быть объяснена в рамках этой модели, так как согласно ей либо направление магнитного поля придёт в соответствие с осью вращения, или повернётся на 90°. Неясно также в рамках этого объяснения, можно ли получить такие большие дипольные поля, при медленном вращении звезды. Хотя это можно объяснить, ссылаясь на быстрое вращение ядра с высоким градиентом вращения на поверхности, но это маловероятно.

## Обилие пятен
Некоторые из этих звёзд показывают изменения лучевых скоростей, вытекающих из пульсаций с частотой в несколько минут. Для изучения этих звёзд спектроскопия высокого разрешения используется вместе с допплерографией (доплеровским построением изображения), которая использует вращение, чтобы построить карту поверхности звезды. Эти изображения показывают обилие пятен.

## Быстро осциллирующее Ар-звёзды
Подмножество этого класса звёзд, называемое RoAp-звёзды, показывает краткосрочные фотометрические вариации яркостей (порядка 0,01m) и изменения лучевых скоростей. Они были впервые обнаружены в очень своеобразной Ар-звезде HD 101065 (звезда Пшибыльского). Эти звёзды похожи на переменные звёзды типа Дельты Щита и лежат на главной последовательности. В настоящее время известно 35 звёзд типа RoAp. Периоды пульсаций этих звёзд лежат в пределах от 5 до 21 минут.